# Standing at the Sky's Edge
 (mars 2023).
Si vous disposez d'ouvrages ou d'articles de référence ou si vous connaissez des sites web de qualité traitant du thème abordé ici, merci de compléter l'article en donnant les références utiles à sa vérifiabilité et en les liant à la section « Notes et références ».
Albums de Richard Hawley
Truelove's Gutter
(2009)
Standing at the Sky's Edge est un album de Richard Hawley sorti en 2012.

## Titres de l'album
1. "She Brings the Sunlight" - 7:24
2. "Standing at the Sky's Edge" - 6:39
3. "Time Will Bring You Winter" - 5:26
4. "Down in the Woods" - 5:23
5. "Seek It" - 5:11
6. "Don't Stare at the Sun" - 5:49
7. "The Wood Collier's Grave" - 3:10
8. "Leave Your Body Behind You" - 5:23
9. "Before" - 6:19